# Lisa Germano
Pour les articles homonymes, voir Germano.
 (mars 2021).
 (mars 2021).
Lisa Germano, née le 27 juin 1958 à Mishawaka, Indiana, est une auteure-compositrice-interprète américaine.

## Biographie
Lisa Germano est née dans une famille d'origine italienne à Mishawaka, dans l'Indiana. Son père étant chef d'orchestre et sa mère professeur de solfège, avec ses frères et sœurs, elle est très tôt initiée à la musique et étudie le piano. Elle montre très rapidement des dons pour cet instrument mais elle arrêtera d'en jouer vers l'âge de 10 ans, choisissant plus tard de se tourner plutôt vers le violon.
Elle s'installe à Bloomington en 1979. Elle cherche à intégrer un groupe de country folk en qualité de violoniste. Durant cinq ans elle va travailler comme serveuse. En 1984, elle est repérée par John Mellencamp, débutant ainsi sa carrière musicale. Durant huit ans elle va accompagner de nombreux artistes, dont Simple Minds où elle sera membre du groupe comme violoniste et mandoliniste entre 1986 et 1991.
En 1992, elle sort son premier album solo, On the Way Down from the Moon Palace sur son propre label, Major Bill, puis Happiness en 1994, sur Capitol Records, où elle raconte un mariage désastreux qu'elle a vécu entre l'âge de 20 et 25 ans. Mais c'est surtout avec le label britannique 4AD qu'elle se fera remarquer. Elle sort, en 1994, Geek the Girl, avec Malcolm Burn, beaucoup plus sombre que les deux premiers albums : son chant se fait très éthéré et émotionnel. Elle y détruit ses rêves romantiques, sur un ton sardonique, utilisant des éléments issus du folklore italien.
Elle poursuit sa carrière avec en 2006 In the Maybe World (Young God Records), en 2009 Magic Neighbor (Young God Records). Elle change de maison de disques en 2013 pour la sortie de son onzième album solo, No Elephants (Badman Recording Co).

## Discographie

### Albums solo
- 1991 : On the Way Down From the Moon Palace (Major Bill)
- 1994 : Happiness (Capitol Records/4AD)
- 1994 : Geek the Girl (4AD)
- 1996 : Excerpts From a Love Circus (4AD)
- 1998 : Slide (4AD)
- 2002 : Concentrated (autoproduction)
- 2002 : Rare, Unusual or Just Bad Songs (autoproduction)
- 2003 : Lullaby for Liquid Pig (ARTISTdirect/Ineffable)
- 2006 : In the Maybe World (Young God Records)
- 2009 : Magic neighbor (Young God Records)
- 2013 : No Elephants (Badman Recording Co)

### Participations
- 1987 : The Lonesome Jubilee - John Mellencamp
- 1989 : Big Daddy - John Mellencamp
- 1989 : Street Fighting Years - Simple Minds
- 1990 : Nomads Indians Saints - Indigo Girls
- 1993 : 30th Anniversary Concert Celebration - Bob Dylan
- 1993 : Beside You - Iggy Pop
- 1997 : Slush - OP8
- 1998 : The Globe Sessions - Sheryl Crow
- 1998 : Electro-Shock Blues - Eels
- 2000 : Oh, What a Beautiful Morning  - Eels
- 2001 : Space Lullabies & Other Fantasmagore - Ekova
- 2001 : La Parade  - Yann Tiersen
- 2001 : Le Méridien - Yann Tiersen
- 2003 : Shootenanny! - Eels
- 2000 : 7 Worlds Collide - Neil Finn
- 2001 : Toy - David Bowie (sorti en 2021)
- 2002 : Anna - Anna Waronker
- 2002 : Heathen - David Bowie
- 2003 : 0304 - Jewel
- 2003 : Strong Currents - Hector Zazou
- 2009 : Somethin' Grand - Live in Los Angeles - Madeleine Peyroux